# Ustersbach
Ustersbach je općina u njemačkoj pokrajini Bavarskoj, zapadno od Augsburga. Krajem 2007. općina je imala 1177 stanovnika.

## Povijest
Selo je vjerojatno osnovano u 11. stoljeću, a prvi put se spominje 1277. godine. Od 1803. godine dio je Bavarske.

## Vanjske poveznice
- Službena stranica (njem.)